# Армасан-ди-Пера
Армасан-ди-Пера (порт. Armação de Pêra) — район (фрегезия) в Португалии, входит в округ Фару. Является составной частью муниципалитета Силвеш. По старому административному делению входил в провинцию Алгарви. Входит в экономико-статистический субрегион Алгарви, который входит в Алгарви. Население составляет 3770 человек на 2001 год. Занимает площадь 9,15 км².
Покровителем района считается Дева Мария (порт. Nossa Senhora dos Navegantes
Nossa Senhora dos Aflitos).